# Hempel Hotel
L'Hempel Hotel è un hotel di lusso di Londra, Inghilterra.
Si trova al 31-35 di Craven Hill Gardens, a nord di Hyde Park, appena fuori Bayswater Road. Si tratta di un piccolo Boutique hotel di ispirazione zen, progettato dal noto designer Anouska Hempel. L'hotel è uno dei preferiti di Victoria Beckham e Michael Jackson prenotò tutta la struttura durante un soggiorno nel 2006. È stato il primo hotel minimalista di Londra.